# Tmesorrhina barombina
Tmesorrhina barombina är en skalbaggsart som beskrevs av Hermann Julius Kolbe 1892. Tmesorrhina barombina ingår i släktet Tmesorrhina och familjen Cetoniidae. Inga underarter finns listade i Catalogue of Life.